# WGW

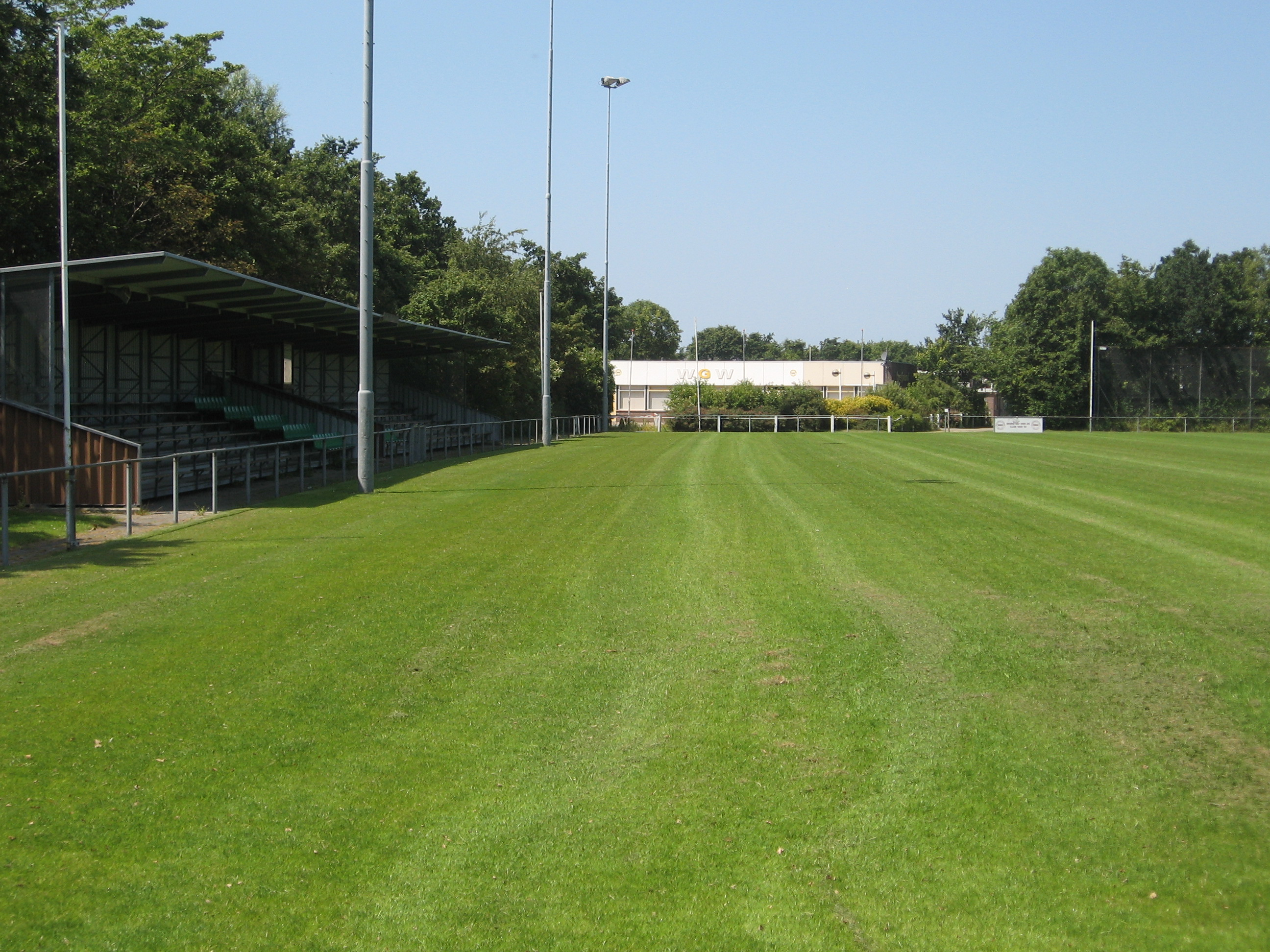
De hoofdtribune en op de achtergrond kantine "Het Trefpunt"

De Rooms-Katholieke Voetbalvereniging Wit-geel-wit, kortweg WGW, was een voetbalclub uit de Noord-Hollandse stad Den Helder. De club werd opgericht in 1947. De clubkleuren waren geel met wit. WGW speelde zijn wedstrijden op zondag op het Sportpark De Dogger. De club stond bekend om zijn sterke jeugdafdeling, waaruit een aantal spelers het brachten tot profvoetballer. WGW ging in 2009 op in de fusieclub FC Den Helder.

## Geschiedenis
WGW is opgericht in 1947, maar startte met de competitie in het seizoen 1948/1949. Daarmee herleefde de oude naam van WGW weer op de Helderse velden. De eerste voorzitter werd Theodurus Minneboo, die binnen het Helderse voetbal alom bekend stond als een bekwaam bestuurder en door zijn welbespraaktheid en manier van optreden veel sympathie verwierf. In de competitie wist het eerste elftal meteen het kampioenschap in de Derde klasse van de toenmalige Noordhollandsche Voetbalbond (NHVB) te veroveren. Op 29 april 1950 werd WGW afdelingskampioen van de Tweede klasse. In een spannende uitwedstrijd tegen SV Petten won WGW met 2–3, ondanks een 2–1 achterstand bij rust. Er heerste een uitgeslagen feeststemming in de met WGW-vlaggen versierde zaal van hotel Bellevue, waar men het bestuur en de spelers feliciteerde. Hierop promoveerde WGW naar de Eerste klasse NHVB.
Toen in 1955/56 degradatie eraan stond te komen met vijf wedstrijden te gaan, nam de voorzitter de samenstelling van het eerste team op zich. Toch kon dit degradatie niet voorkomen. Wanneer WGW het succes weer hervond en wederom promoveerde naar de Eerste klasse NHVB, vond voorzitter Theodurus Minneboo het moment aangebroken zijn bestuursfunctie in 1958 te beëindigen.
De zeventiger jaren behoren voor WGW tot een goede periode. Door sportieve successen groeide de club en in 1981 volgde de opening van een luxueuze accommodatie bij het sportcomplex de Dogger. Het laatste seizoen 2008/09 kwam WGW uit in de Derde klasse zondag.
WGW ging ten onder aan vrijwilligersarmoede en veroudering van de omgeving waarin de club was gevestigd. Hierop werd in 2009 besloten op te gaan in de fusieclub FC Den Helder.

## Erelijst
| Competitie                                 | Winnaar | Winnaar          | Runner up | Runner up        |
| Competitie                                 | Aantal  | Jaren            | Aantal    | Jaren            |
| ------------------------------------------ | ------- | ---------------- | --------- | ---------------- |
| Koninklijke Nederlandse Voetbalbond (KNVB) |         |                  |           |                  |
| Derde Klasse                               | 2×      | 1995, 1997       |           |                  |
| Vierde Klasse                              | 3×      | 1984, 1991, 2006 | 3×        | 1983, 1990, 1993 |
| Noordhollandsche Voetbalbond (NHVB)        |         |                  |           |                  |
| Hoofdklasse                                |         |                  | 1×        | 1976             |
| Eerste klasse                              | 1×      | 1954             |           |                  |
| Derde klasse                               | 1×      | 1949             |           |                  |
| Heldersche Voetbalbond (HVB)               |         |                  |           |                  |
| Helders kampioenschap                      | 1×      | 1983             | 1×        | 1993             |

## Competitieresultaten 1952–2009
| 6 1C |

| 5 1C |

| 1 1C |

|  |

|  |

|  |

|  |

| 3 1C |

|  |

|  |

| 8 1C |

|  |

| 5 1C |

| 3 1C |

|  |

|  |

|  |

|  |

| 4 1A |

|  |

|  |

|  |

|  |

|  |

| 2 |

| 2 4B |

| 7 4B |

| 3 4A |

| 3 4A |

| 3 4A |

| 4 4A |

| 2 4A |

| 1 4A |

| 4 3A |

| 9 3A |

| 11 3A |

| 4 4A |

| 7 4A |

| 2 4A |

| 1 4A |

| 10 3A |

| 2 4A |

| 7 3A |

| 1 3A |

| 10 2A |

| 1 3A |

| 4 2A |

| 11 2A |

| 7 3A |

| 11 3A |

| 7 4B |

| 11 4A |

| 3 5B |

| 3 4A |

| 1 4A |

| 8 3A |

| 7 3A |

| 7 3A |

| Tweede klasse | Derde klasse | Vierde klasse | Vijfde klasse | Hoofdklasse NHVB | Eerste klasse NHVB |

In elke staaf van de grafiek staat van boven naar beneden vermeld: 
- Eindnotering

Dit is de positie die de club heeft bereikt in de competitie, zonder eventuele beslissings-, play-off- of nacompetitiewedstrijden die nodig zijn geweest om bijvoorbeeld de kampioen van de competitie te bepalen.
Indien een * achter het getal staat is de notering een tussenstand en kan het zijn dat de notering niet overeenkomt met de uiteindelijke eindstand van de competitie.
Staat er een - dan is het seizoen nog bezig en is er geen definitieve uitslag bekend.
Staat er xx op de positie van de notering, dan heeft de club vroegtijdig de competitie verlaten. Dit kan onder andere komen door terugtrekking van het team, faillissement van de club of door een uitgedeelde straf van de KNVB. In veel gevallen staat elders in het artikel de reden vermeld.
Staat er een ? dan is het resultaat uit het verleden onbekend, en is alleen de competitie of het niveau bekend van dat seizoen.
In de seizoenen 2019/20 en 2020/21 werd wegens de coronacrisis het amateurvoetbal afgebroken. Daardoor kennen deze staven geen eindklassering (middels -- weergegeven).
- Competitieniveau en afdelingsletter of Officiële eindstand Eredivisie
  - Competitieniveau en afdelingsletter

Hierbij geeft het getal het niveau weer, dat ook terug te vinden is in de legenda. De letter is de afdelingsaanduiding en wordt gebruikt wanneer er meer afdelingen zijn op hetzelfde niveau. De afdelingsletter is altijd een hoofdletter en wordt meestal zonder nummer gebruikt.
Voorbeeld: 2F is niveau 2e klasse competitie F.
Het competitieniveau en nummer wordt niet vermeld wanneer er slechts één competitie van dit niveau was.
  - Officiële eindstand Eredivisie (getal staat tussen haakjes vermeld)

Sinds de introductie van play-offwedstrijden voor Europees voetbal na afloop van de reguliere competitie in 2005/06, is de KNVB verplicht een eindstand van de Eredivisie door te geven aan de UEFA aan de hand van deze play-offwedstrijden.
Bij deze eindstand staan clubs die zich hebben gekwalificeerd voor Europees voetbal hoger dan clubs die zich niet wisten te kwalificeren. Indien er geen verschil was tussen de eindnotering en de officiële eindstand, staat dit getal niet vermeld.

- Onderafdeling

Hier staat afgekort de naam van de onderafdeling indien de club in dat jaar in een onderafdeling uitkwam. Tevens staat deze afkorting in de legenda en wordt gelinkt naar het artikel over deze onderafdeling. Deze afkorting wordt alleen vermeld wanneer de club in het verleden in verschillende onderafdelingen heeft gespeeld. Deze vermelding is in de staaf altijd in kleine letters. Deze onderafdelingen zijn na het seizoen 1995/96 afgeschaft. Heeft de club in slechts één onderafdeling gespeeld, dan is dit alleen terug te vinden in de legenda.
Onder de staaf staat het jaartal vermeld waarin het seizoen is afgesloten. 15 verwijst naar het seizoen 2014/15 of eventueel het seizoen 1914/15.
Wanneer een staaf leeg is, zijn deze gegevens niet bekend. Het kan ook zijn dat de club dat seizoen niet heeft meegespeeld op het hogere amateurniveau, vroegtijdig de competitie heeft verlaten of uit de competitie is gezet.

In het seizoen 1944/45 was er wegens de Tweede Wereldoorlog geen regulier competitievoetbal.

## Bekende oud-spelers

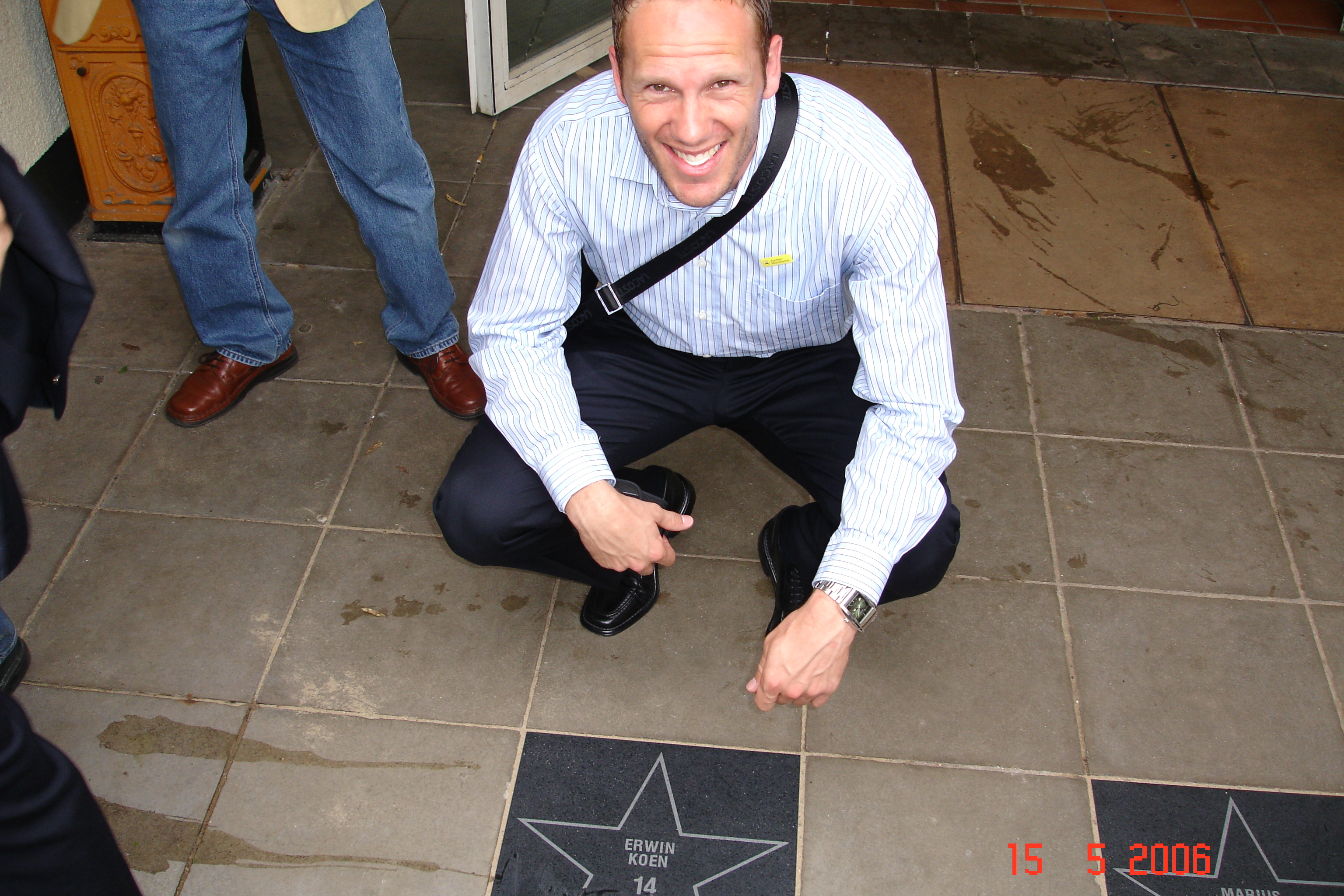
Erwin Koen, oud-voetballer van WGW.

| - Wencho Farrell - Brutil Hosé - Erwin Koen - Bennie van Noord - Chima Onyeike - Alex Pama - Mark de Vries - Arjan Wisse |